# Nivå Havn
Nivå Havn er en lille havn og bydel i Nordsjælland med 309 indbyggere i byområdet (2009). Fra 1. Januar 2010 betragtes Nivå Havn som sammenvokset med Humlebæk. Nivå Havn er beliggende 500 meter øst for Nivå, tre kilometer syd for Humlebæk centrum og 33 kilometer nord for Københavns centrum. Byen ligger i Region Hovedstaden og tilhører Fredensborg Kommune.
Nivå Havn er beliggende i Karlebo Sogn.